# Borrala yabbra
Borrala yabbra är en spindelart som beskrevs av Gray och Smith 2004. Borrala yabbra ingår i släktet Borrala och familjen Stiphidiidae.
Artens utbredningsområde är New South Wales. Inga underarter finns listade.